# 테일러는 12살
테일러는 12살(Mortified)은 2006년 6월 30일부터 2007년 4월 11일까지 나인 네트워크에서 방영된 시트콤이다.

## 등장인물

### 주인공
- 테일러 프라이

배우: 마니 케네디
한국판 성우: 은영선
평범한 것 같지만 어딘가 엉뚱한 12세 소녀.
활발하고 영리하며 용감한 소녀지만 괴짜 가족들에 비하면 가장 무난한 쪽에 속한다.
가족들, 특히 부모님의 특이한 행동 때문에 항상 창피해 한다.
새로운 분야, 새로운 일에 쉽게 빠져들며 상상력도 풍부해서 외계인을 믿기도 하고 스님이 되겠다고도 하며, 자신이 부모님의 친딸이 아닐 거라는 생각으로 DNA 검사를 시도하기도 한다.
옆집에 사는 친구, 브리트니의 모든 것을 부러워하며 브리트니의 외모와 옷차림, 교양 있고 우아한 행동에 질투를 느낄 때도 있다.
다소 반항아 기질이 있고 운동을 잘하는 같은 반 친구 레온을 좋아하지만 언제나 테일러의 곁에는 묵묵히 지켜주고 지지해 주는 헥터가 있다.
- 헥터

배우: 니컬러스 던
한국판 성우: 엄상현
테일러와 함께 등하교를 하며 늘 붙어 다니는 테일러의 단짝 친구.
테일러가 감성적이라면 헥터는 이성적이다.
테일러가 엉뚱한 상상을 하고 엉뚱한 일을 꾸밀 때마다 테일러를 말리지만, 결국은 테일러를 도와준다.
똑똑하고 모범적인 학생이지만 그 때문에 학급 친구들에게는 따분한 아이 취급을 받기도 한다.
테일러와 함께 있으면 늘 재밌는 일이 벌어져 즐겁다고 생각하며, 떠들썩한 테일러네 가족도 좋아한다.
테일러를 이성으로 좋아하지만 테일러는 그 사실을 전혀 눈치채지 못한다.
- 브리트니 플룬

배우: 마이아 미첼
한국판 성우: 소연
테일러 프라이의 옆집에 사는 친구로 부유한 집의 외동따롤 태어나 부모님의 사랑과 지원을 독차지 하며 살아온 공주 같은 인물.
학교에서도 늘 발표를 독차지하려 하고, 부모님 자랑이나 부모님이 사주신 선물 자랑을 즐기기도 한다.
늘 예쁘게 꾸미고 다니며, 교양 있고 우아하게 행동하려고 애쓴다.
그러나 내심 지나치게 완벽한 자신의 가족보다는 떠들썩하고 유쾌한 테일러네 가족을 부러워하기도 한다.
테일러처럼 브리트니도 레온을 좋아한다.
- 레온 리포스키

배우: 루크 어세그
한국판 성우: 남도형
다소 불량한 반항아지만 멋있는 외모와 카리스마를 지니고 있는 레온.
서핑, 축구 등 모든 스포츠에 능하고 여학생들의 우상이지만 수업시간에는 장난을 치기에 바빠 공부는 뒷전이다.
전과를 지닌 아빠를 내심 창피해 하고 그래서 아빠가 학교에 오는 것을 꺼린다.
자신이 여자들에게 인기가 많다는 것을 잘 인식하지 못하며, 오직 스포츠에만 관심이 있는 레온은 브리트니에 대해서는 예쁘지만 공주병이 있어 피곤하다고 생각하며, 때로는 활기찬 테일러에게 관심을 보이기도 한다.

### 테일러네 가족
- 돈 프라이

배우: 앤드루 블래크먼
한국판 성우: 하성용
테일러의 아빠.
유쾌하고 유머를 좋아하며 독특하다.
자신의 가족을 진심으로 사랑하며, 현재의 상황에 만족하는 긍정적인 가장.
해변에서 태어나고 자랐으며, 독특한 속옷 가게를 운영한다.
속옷 가게를 광고하기 위해 자신이 직접 속옷을 입고 광고를 찍는 등 독특한 행동을 일삼고 자신의 일을 자랑스럽게 생각한다.
물론 그런 점을 테일러는 창피하게 생각하지만, 늘 긍정적인 돈에게 걱정이 있다면, 속옷 가게 매출이 오르락내리락 한다는 것과 큰 딸, 라일라의 태도. 그러나 언젠가는 다 잘 해결되리라 생각한다.
- 글렌다 프라이

배우: 레이철 블레이클리
한국판 성우: 이소영
테일러의 엄마.
남편 돈처럼 유쾌하고 밝은 성격의 소유자.
돈과 마찬가지로 선번지역 출신이며, 신세대에 관심이 많다.
영적인 것을 믿기도 하고 풍수를 중시하기도 하며, 사촌이자 점술가인 마지와 친하게 지낸다.
미술을 좋아해 직접 조각을 하기도 하고, 모든 분야에 관심이 많아 여기저기 뛰어드릭도 하지만 뭐든 깊게 하는 건 별로 없다.
그녀의 가장 큰 골칫거리는 큰 딸, 라일라다.
- 라일라 프라이

배우: 다자나 케이힐
한국판 성우: 김은아
테일러의 언니.
태어나서 처음 배운 단어가 'me'일 정도로 자신밖에 모르는 이기적인 인물.
예쁘지만 다소 괴팍하고 변덕도 심하다.
공부에는 관심이 없고 오직 남자 친구에만 관심이 있어 수시로 남자 친구가 바뀌고, 그때마다 자신의 꿈도 바뀐다.
테일러와는 사이가 좋지 않고 늘 테일러를 놀리고 무시한다.

### 그 외 주변인물
- 마지

배우: 샐리 매켄지
한국판 성우: 홍소영
글렌다의 사촌이자 점술가.
상가에서 타로점, 찻잎점 등을 치는 일을 하지만 일에 열성적인 편은 아니며, 자주 돈과 글렌다의 집을 방문한다.
테일러가 답답해 할 때 엉뚱한 해결책을 제시해주기도 하는 인물.
- 맥클러스키

배우: 스티븐 탠디
한국판 성우: 임채헌
테일러의 담임선생님으로 따뜻하고 자상하다.
30년 이상 초등학교 교사 생활을 해온 베테랑 선생님답게 어린이들의 심리에 대해서는 아주 잘 파악하지만 선생님에게도 테일러는 다소 특이한 학생이다.